# Кудряшово (Тверская область)
Кудряшово — деревня в Максатихинском районе Тверской области.
Расположена в 10 км к северо-востоку от районного центра посёлка Максатиха.
Население по переписи 2010 — 21 человек.

## История
Возникновение
Первое упоминание деревни относится к 1862 году. Она включена в список населённых мест Тверской губернии под названием Кудрявец. На тот момент деревня насчитывает 7 дворов и 63 жителя (33 мужчины и 30 женщин).
В 1886 году деревня уже значится под новым названием — Кудрявцево. По состоянию на 1901 год в деревне не менее 16 дворов и 112 жителей (53 мужчины и 60 женщин).
В 1915 году в деревне 22 двора. При этом деревня в разных документах упоминается под двумя названиями. В светских документах под прежним названием Кудрявцево, а в церковных документах уже под новым — Кудряшово.
В дальнейшем название Кудрявцево вышло из употребления и за деревней закрепляется нынешнее название Кудряшово.
Название
Имеются две версии возникновения названия деревни.
1. Деревня названа по сорту льна (Кудрявец), который сеяли в этой местности на момент основания деревни.
"Лен долгунец имеет высокий стебель и мало ветвистое соцветие, его используют преимущественно для пряжи. Лен кудрявец ветвистый и приземистый выращивают для семян."
2. Деревня названа по прозвищу основателя деревни. Впоследствии от прозвища образована фамилия Кудрявцев и деревня также была переименована.
Дом Кудрявцевых располагался на въезде в деревню со стороны Рыбинского, на наиболее высоком месте. Из этого можно предположить, что именно этот дом был первым домом в Кудрявце. До настоящего времени дом не сохранился — сгорел в 80-е годы. Сейчас на его месте построен новый дом (дом № 28).
"Жиды" и "Лабуда"
Деревня по новгородской традиции делилась на "концы". До настоящего времени жителями используется выражение "тот конец", который означает противоположную часть деревни. Когда-то конец деревни, расположенный ближе к селу Рыбинское Заручье назывался "Жиды", а конец со стороны Тельцово — "Лабуда". Эти местные названия произошли от преобладающих когда-то в том и другом конце деревни фамилий жителей. В "жидах" в основном проживали Житковы (Жидковы), а в "лабуде" — Лебедевы.
Позже такой зависимости не стало и данные названия остались только в памяти старожилов.
Революция
Во время Октябрьской революции часть жителей деревни участвовала в разгроме усадьбы Тасино, принадлежавшей помещику Нежинскому.
Предположительно, данная усадьба находилась на восточной окраине села Рыбинское Заручье, где позже располагался гараж колхоза "Авангард". В истории данная усадьба известна тем, что ее снимал в качестве дачи книгоиздатель А. С. Суворин. И здесь летом 1896 года у него гостил писатель А. П. Чехов.

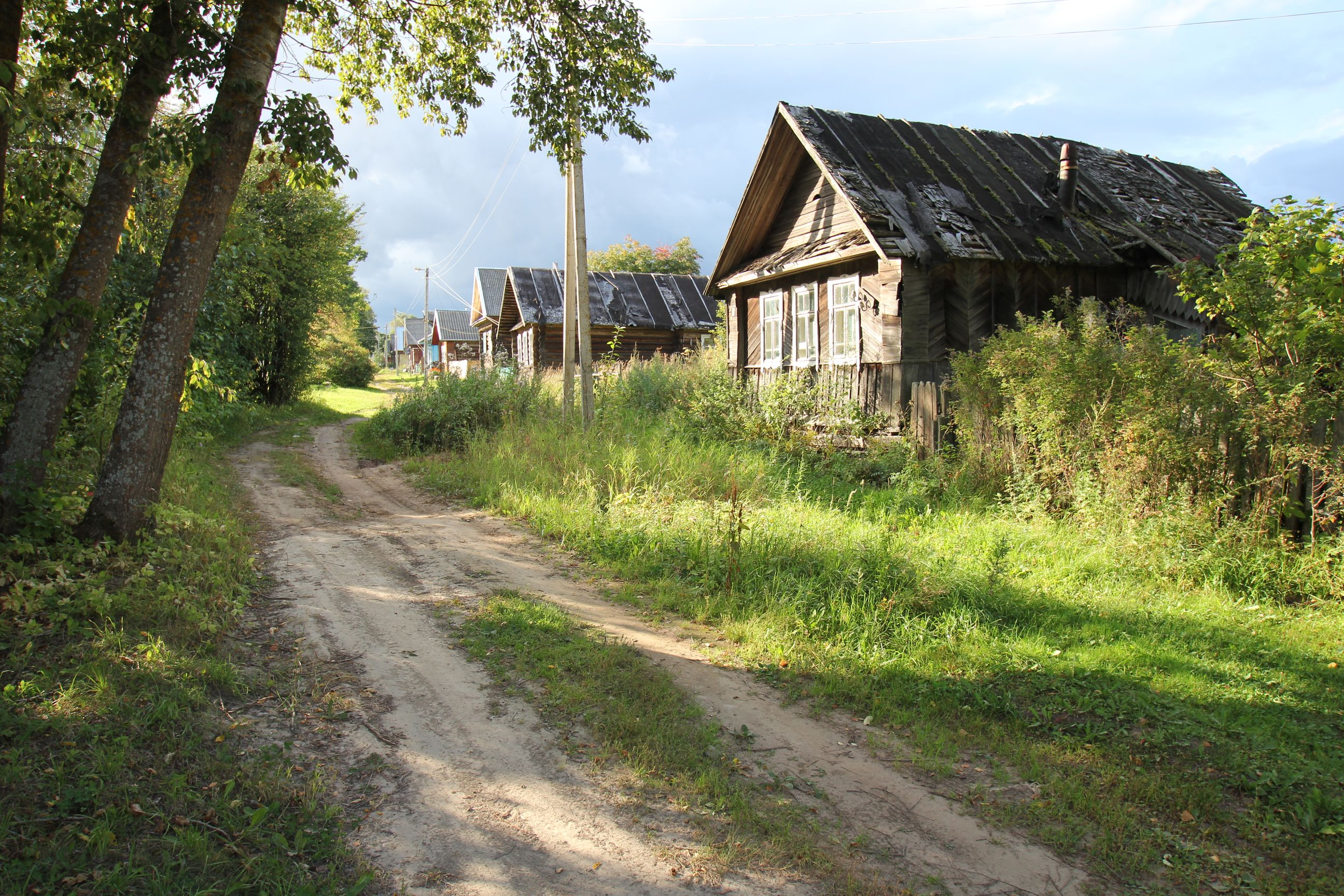
Вид на главную (и единственную) улицу деревни Кудряшово

## География
С районным центром и соседними населёнными пунктами деревня связана автодорогой с асфальтовым покрытием. 
На территории деревни расположены 2 пруда. Действующих колодцев в настоящее время не осталось.
С трех сторон деревню окружают леса. С юга небольшой лесной массив под названием Мосты. В этом лесу расположен карьер, песок из которого использовался при постройке дамбы автодороги Максатиха - Тельцово.
С востока располагается ещё один небольшой лесной массив, имеющий название Синий Камень. Лес получил своё название по расположенному в нём большому камню, имеющему у местного населения название Синий. 
С севера располагается большой лесной массив, протянувшийся на несколько десятков километров. Местное название - Горы. Название определено рельефом местности.
Примерно в 1,5 километрах южнее деревни протекает река Молога.

## Экономика
До революции и в первые послереволюционные годы из объектов экономики в деревне действовала лишь кузница. Она располагалась в юго-западной части деревни, где сейчас проходит автодорога из села Рыбинское Заручье. Сельским хозяйством жители занимались на собственных землях.
В период коллективизации в деревне был организован колхоз имени Ворошилова. Свой колхоз просуществовал до периода укрупнения сельскохозяйственных предприятий, когда он влился в состав колхоза "Авангард" с центральной усадьбой в селе Рыбинское Заручье. В деревне была организована бригада этого колхоза, которая обслуживала ферму со стадом крупного рогатого скота (порядка 80 коров), телятник, конюшню. Механизаторы, проживавшие в деревне, не входили в состав бригады и работали в звеньях, обслуживая поля на всей территории объединённого колхоза "Авангард".
В конце 80-х годов в деревне была построена новая ферма, к которой была проложена асфальтовая дорога. Но во времена сложной экономической ситуации в стране ферма прекратила работу, а позже её здание было полностью разрушено. Сохранились лишь силосная яма и дорога, ведущая к бывшей ферме.
Колхоз "Авангард" в настоящее время также прекратил свою хозяйственную деятельность. Часть полей в окрестностях деревни используются коллективными фермерскими хозяйствами для выращивания кормов для крупного рогатого скота. Однако, большая часть площадей находится в запущенном состоянии и постепенно зарастает лесом.

## Образование
Ближайшая школа располагалась в селе Рыбинское Заручье. Ранее также существовала начальная школа в деревне Тельцово.
В настоящее время дети школьного возраста могут получать образование в школах поселка Максатиха, куда из Рыбинского Заручья отправляется школьный автобус.

## Сфера услуг
Торговля
В деревне никогда не было своего магазина. Ближайшие магазины располагались в соседних населённых пунктах - Рыбинское Заручье, Тельцово, Кузнецы. Также иногда жители пользовались магазином в деревне Княжёво, которая расположена на другом берегу реки Молога.
В качестве компенсации отсутствия стационарной торговой точки, деревня включена в маршрут следования автолавки.
Единственным товаром, который ранее доставлялся в деревню регулярно, был хлеб. Первоначально за хлебом в магазин села Рыбинского Заручья ездили на лошади со специальным хлебным фургоном. Затем хлеб стал доставляться хлебным фургоном-грузовиком и выгружался для продажи непосредственно в деревне. В последние годы доставка хлеба не производится.
Связь
Ранее единственным видом связи в деревне были квартирные телефоны, установленные в трех домах.
В 2008 году в рамках федеральной программы "Универсальная услуга" в деревне был установлен таксофон общего доступа (номер 8-482-536-49-81).
Кроме того, с развитием сотовой связи, в деревне имеется возможность пользоваться услугами всех трех операторов "большой тройки" (Билайн, МТС, МегаФон). В перспективе к ним должен добавиться и четвертый оператор - Tele2.

## Население
Предположительно, первыми жителями деревни были переселенцы из соседнего села Рыбинское или смежной с ним деревни Заручье (ныне - единый населенный пункт Рыбинское Заручье).
Выгодное расположение деревни (всего в двух километрах от волостного центра) не могло не притягивать население из более отдаленных населённых пунктов. А традиционно большой численный состав русских семей в конце XIX - начале XX века обеспечивал и естественный рост населения.
В послевоенное время, когда колхозники в СССР получили возможность переселения в города, начался обратный процесс - численность населения стала падать. В конце 70-х годов XX века в нечернозёмных областях РСФСР внедрялась политика переселения жителей из так называемых «неперспективных деревнь». Кудряшово, расположенное всего в 2 километрах от села Рыбинское Заручье, где находился центр сельского совета и центральная усадьба местного колхоза «Аванград», участь расселения миновала. Наоборот, в деревню переселились жители из теперь уже не существующих насёленных пунктов - Иваново и Замеглино.
В настоящее время численность населения вновь падает.

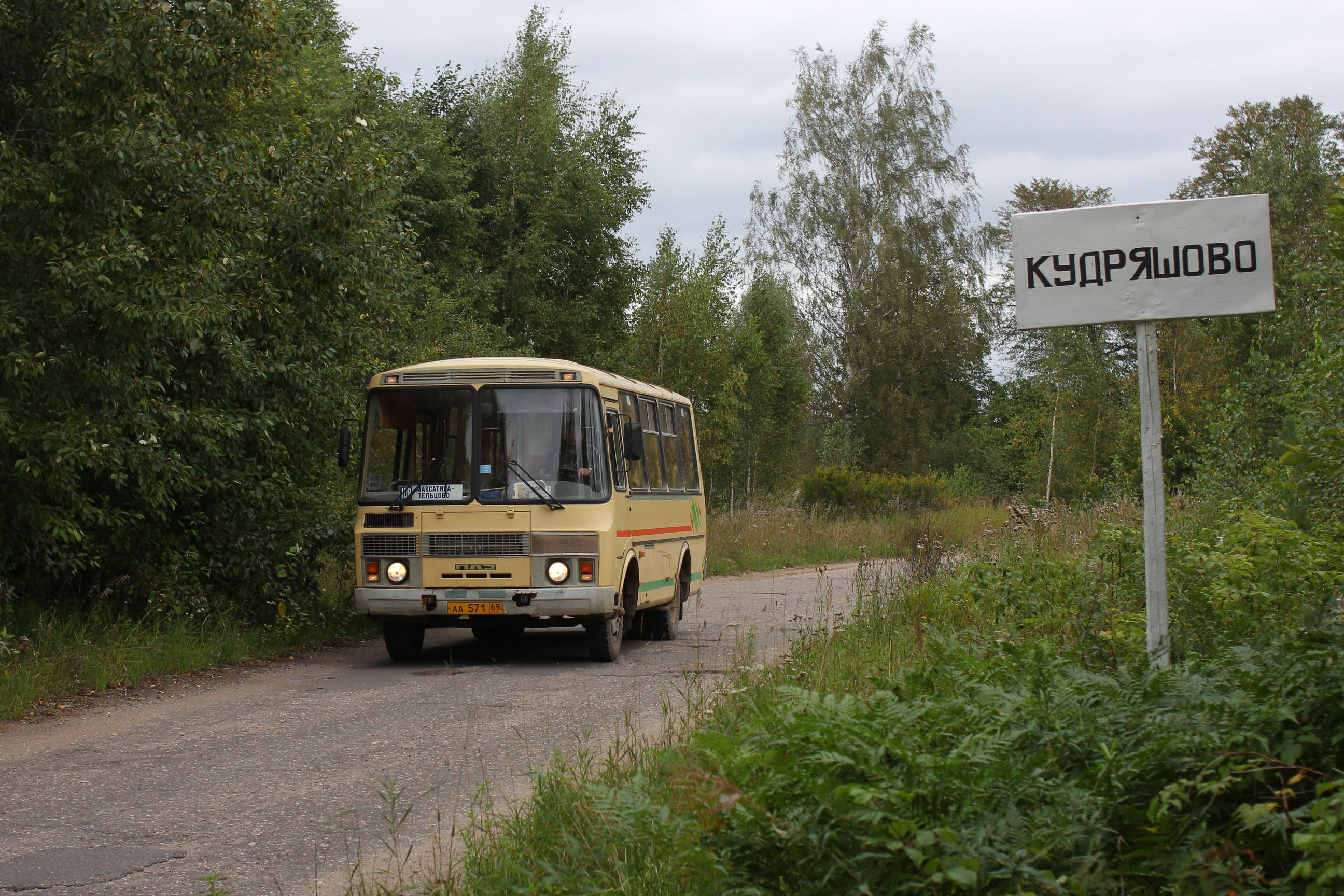
Автобус 108 маршрута выезжает из деревни Кудряшово

| 2008 | 2010 |
| ---- | ---- |
| 24   | ↘21  |

## Транспорт
Через деревню проходит трасса автобусного маршрута № 108 Максатиха — Тельцово.
Автобус делает два рейса (утром и вечером) по пятницам.
В деревне Кудряшово автобусная остановка располагается у первого въезда в деревню со стороны Рыбинского Заручья.
Посадка на автобус в поселке Максатиха производится на автостанции.

## Достопримечательности
Достопримечательные места расположены не в самой деревне, а в её окрестностях.
- Синий камень

"Синий камень" располагается восточнее деревни, примерно в 1 километре от неё. По имени этого камня образовано название лесного массива, в котором он находится. Во многих случаях Синие камни признавались границами между землями отдельных селений
В данном случае в непосредственной близости от Синего камня находится место, которое имеет местное историческое название Граница. Фактически в этом месте была граница между землями соседних деревень - Кудряшово и Тельцово.
- Курганы

Северо-западнее деревни в лесу располагается земляная насыпь, известная в народе под названием "городок".
В начале XX века это место исследовал археолог, профессор Московского университета П.И. Плетнев. Им установлено, что насыпь носит искусственное происхождение. Предположительно, в этом месте располагался древний город Ръбаньск.